# Colinas de Boé
As Colinas de Boé são uma formação de planalto no sudeste da Guiné-Bissau, uma extensão do maciço de Futa Jalom.
Nelas são registadas as maiores elevações em relação ao nível do mar do território do país; o ponto mais alto tem uma altura de 361 acima do nível do mar.
As colinas são formadas pelos morros ocidentais do maciço de Futa Jalom; estendem-se para a zona de Corubal e passa gradualmente à planície de Gabú. Caracteriza-se por uma série de colinas de altitude média de 300 metros de topos planos e vales abertos.
São ricas em concentrados de ferro nos seus cumes, com concentrados conglomeráticos ainda mais abundantes de bauxite (matéria-prima para o alumínio); a bauxite tem reserva estimada (mas não confirmada) em cerca de 110 milhões de toneladas, o que põe a Guiné-Bissau como o país com as maiores reservas do composto. A exploração das minas de bauxite das Colinas de Boé é de responsabilidade da empresa Bauxite Angola (BxA).
Foram nas Colinas de Boé que Nino Vieira proclamou a independência da Guiné-Bissau, realizada a 24 de setembro de 1973, em Lugajole, no sector de Madina do Boé.